# 早稲田大学文学学術院
早稲田大学文学学術院（わせだだいがくぶんがくがくじゅついん、英語：Faculty of Letters, Arts and Sciences）とは、人文科学系学部・大学院を運営・管理する早稲田大学の教員組織。 早稲田大学が、それ以前は独立した機関として位置付けられていた学部・研究科・研究所を、系統ごとに学術院として一体化することを目的に、2004年9月に新しい教員組織として「学術院」を設置したのに伴い、発足した。早稲田大学戸山キャンパスに所在し、現在は文化構想学部、文学部、大学院文学研究科、総合人文科学研究センターを運営・管理している。

## 歴史

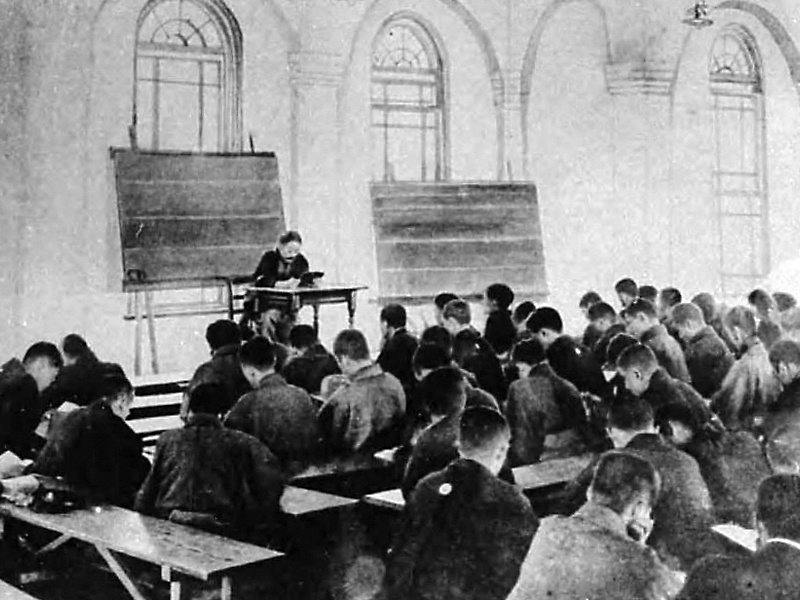
坪内逍遥の講義（1908年）

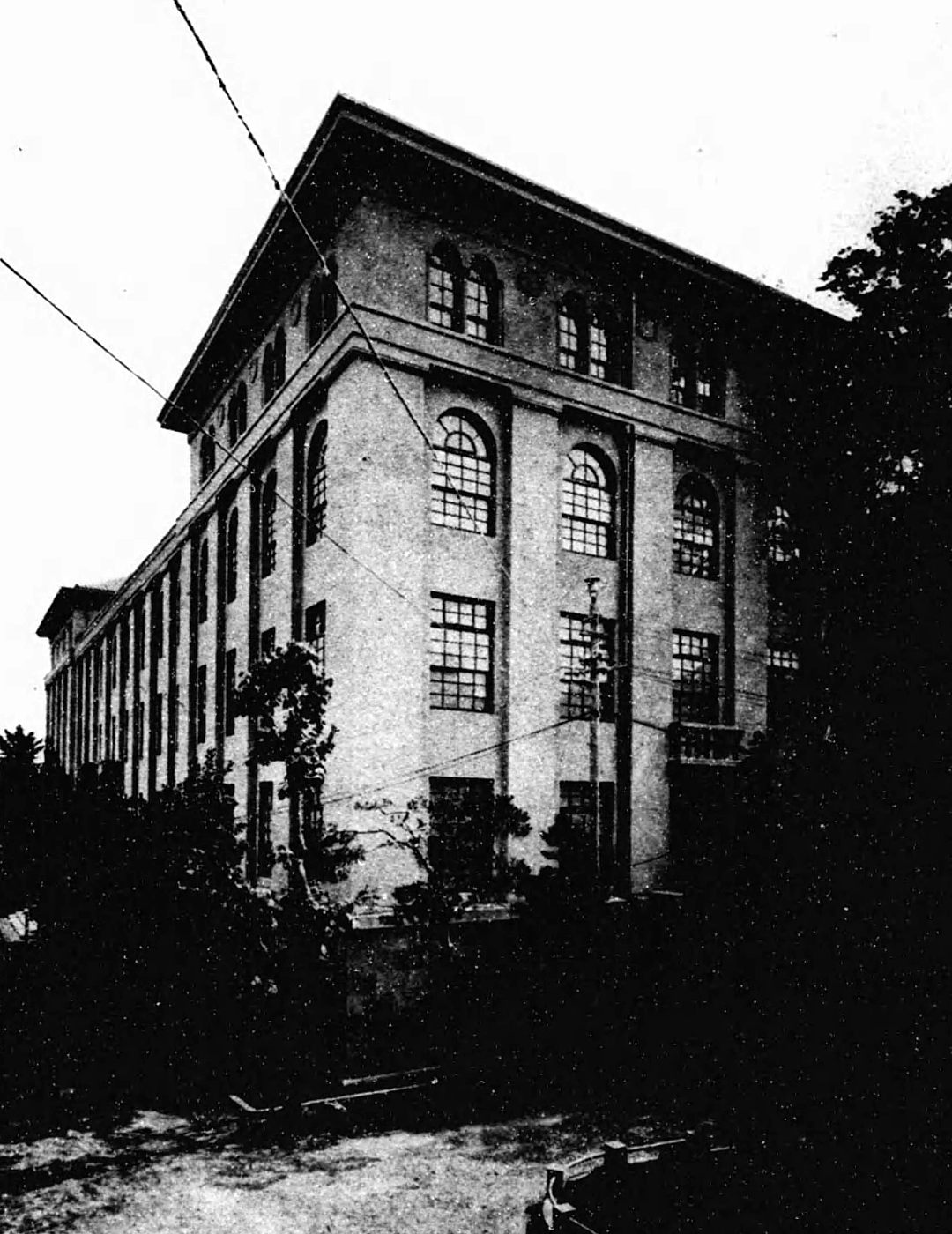
旧8号館

- 1890年9月に、坪内逍遥らによって東京専門学校文学科として創設される。その後、東京専門学校の早稲田大学への改称や法令改正などにともない、早稲田大学大学部文学科（1902年に法令に先立って改称し、1904年に専門学校令にもとづく旧制専門学校となる）、早稲田大学文学部（1920年に大学令にもとづき旧制大学に移行）と変遷する。

創設の中心となった坪内逍遥は和漢洋三文学の調和を唱えた。また、坪内逍遥はシェイクスピア講義で有名で、後には早稲田といえば「文科」と言われるほどであったという。さらに坪内逍遥は1891年10月24日に『早稲田文学』を創刊する。『早稲田文学』は後に文芸誌となるが、当初は講義録風で初期の学生の卒論が掲載されるなど、文学科の機関紙的性格を持っていた。
1891年に招聘された大西祝（操山）は、哲学や論理学等を担当し、文学科の学的基礎を築いた。1892年5月には、当時東京帝国大学3年生であった夏目金之助（のちの漱石）が大西祝の推薦で英語教師となる。また、大西祝、坪内逍遥および高田早苗の3名により日本の最初期の修辞学が「美辞学」として形成され、後進の学者へ受け継がれていき、のちに早稲田大学特有の修辞学の伝統を築いた。
1904年3月には小川未明ら当時の学生グループの運動により、小泉八雲（ラフカディオ・ハーン）が招聘され、急逝までの約半年間講師を務めた。ハーンは早稲田大学の自由な雰囲気を喜んだという。
- 1949年の学制改革により新制の早稲田大学が発足した際、旧制の文学部を母体に昼間学部の第一文学部と夜間学部の第二文学部が設置される。1951年には大学院文学研究科修士課程が創設され、1953年に同博士後期課程が設置される。

1962年に早稲田大学高等学院の旧校地が早稲田大学戸山キャンパスとして完成し、 旧・西早稲田キャンパス（現・早稲田キャンパス）より移転する。
2004年9月に早稲田大学にて学術院制度が導入され、第一文学部・第二文学部・文学研究科を包括する文学学術院が発足する。
- 第一文学部と第二文学部が混合再編（｢ひとたび混沌に戻して再構築｣）され、2007年度に新たな人文科学系学部として、従来の枠にとらわれない新しい学問の創出を目指す文化構想学部と伝統的な学問分野を継承する文学部の2学部が設置される[6]。
- 2012年4月に、文学学術院における専門分野の研究を拡充と新たな社会状況に対応する学術分野を創出、研究活動の一層の活性化・透明化、研究成果の社会還元の促進を目的とし、総合人文科学研究センターを創設する[7]。

## 沿革

### 学術院
- 1882年 （東京専門学校創立）
- 1890年 坪内逍遙らにより文学科創設。
- 1891年 『早稲田文学』創刊。
- 1902年 （東京専門学校が早稲田大学と改称し専門部と大学部を置く）大学部文学科となる
- 1904年 （早稲田大学が専門学校令による旧制専門学校となる）
- 1920年 （早稲田大学が大学令による旧制大学となる）文学部となる（文学科・哲学科・史学科）
- 1925年 （専門学校令による大学部廃止）
- 1949年 （学制改革による新制早稲田大学が設置される）第一文学部（昼間学部）と第二文学部（夜間学部）を設置。
- 1951年 旧制学部最後・新制学部最初の卒業式を挙行。大学院文学研究科創設。
- 1962年  旧・西早稲田キャンパス（現・早稲田キャンパス）より戸山キャンパスへと移転。
- 1973年 第一文学部指定校推薦入学開始。
- 1992年 戸山図書館開館。
- 1996年 第二文学部社会人入試開始。
- 2004年9月 学術院制度の導入により、文学学術院設置。
- 2007年4月 文化構想学部・文学部を設置（既存の第一文学部・第二文学部は在校生のいる間並行して存続し、後年廃止）
- 2012年4月 総合人文科学研究センター設置。

### 文化構想学部
早稲田大学文化構想学部#沿革を参照

### 文学部（2007年～）
早稲田大学文学部#沿革を参照

### 大学院文学研究科
早稲田大学大学院文学研究科#沿革を参照

## 組織
- 文化構想学部
  - 文化構想学科
    - 多元文化論系
    - 複合文化論系
    - 表象・メディア論系
    - 文芸・ジャーナリズム論系
    - 現代人間論系
    - 社会構築論系
- 文学部
  - 文学科 
    - 哲学コース
    - 東洋哲学コース
    - 心理学コース
    - 社会学コース
    - 教育学コース
    - 日本語日本文学コース
    - 中国語中国文学コース
    - 英文学コース
    - フランス語フランス文学コース
    - ドイツ語ドイツ文学コース
    - ロシア語ロシア文学コース
    - 演劇映像コース
    - 美術史コース
    - 日本史コース
    - アジア史コース
    - 西洋史コース
    - 考古学コース
    - 中東・イスラーム研究コース
- 大学院文学研究科
  - 人文科学専攻
    - 哲学コース
    - 東洋哲学コース
    - 心理学コース
    - 社会学コース
    - 教育学コース
    - 日本語日本文学コース
    - 英文学コース
    - フランス語フランス文学コース
    - ドイツ語ドイツ文学コース
    - ロシア語ロシア文化コース
    - 中国語中国文学コース
    - 演劇映像学コース
    - 美術史学コース
    - 日本史学コース
    - 東洋史学コース
    - 西洋史学コース
    - 考古学コース
    - 文化人類学コース
    - 表象・メディア論コース
    - 現代文芸コース（修士課程のみ）
    - アジア地域文化学コース（博士後期課程のみ）
    - 中東・イスラーム研究コース
    - 国際日本学コース（博士後期課程のみ）

## 教員

### 現在の専任教員

#### 日本史学
- 川尻秋生
- 田中史生
- 久保健一郎
- 下村周太郎
- 伊川健二
- 谷口眞子
- 真辺将之
- 鶴見太郎

#### 東洋史学
- 柿沼陽平
- 柳澤明
- 飯山知保
- 李成市

#### 西洋史学
- 井上文則